# Scytodes leprosula
Espèce
Scytodes leprosula est une espèce d'araignées aranéomorphes de la famille des Scytodidae.

## Distribution
Cette espèce se rencontre en Afrique centrale.

## Description
La femelle mesure 6 mm.

## Publication originale
- Strand, 1913 : Arachnida. I. Wissenschaftliche Ergebnisse der Deutsche Zentral-Afrika Expedition 1907-1908. Leipzig, vol. 4, (Zool. 2), p. 325-474 (texte intégral).